# 斯特林鎮區 (印地安納州克勞福德縣)
斯特林鎮區（英語：Sterling Township）是位於美國印地安納州克勞福德縣的一個行政鎮區。

## 地方資料
根據2010年美國人口普查的數據，斯特林鎮區的面積為125.50平方千米，當中陸地面積為125.40平方千米，而水域面積為0.20平方千米。當地共有人口1635人，而人口密度為每平方千米13.03人。